# كيتي كيرنان
كيتي كيرنان (بالإنجليزية: Kitty Kiernan)‏ هي ثورية أيرلندية، ولدت في 1892، وتوفيت في 24 يوليو 1945 بسبب التهاب الكلى.